# Ebine Yamaji
Ebine Yamaji (やまじえびね?, Yamaji Ebine; Tōkyō, 3 maggio 1965) è una fumettista giapponese.

## Carriera
Si laurea in Arti letterarie presso la Università Nihon di Tōkyō.
Debutta come mangaka nel 1984 con il racconto Sankakukei no dessert pubblicato all'interno della rivista di manga per ragazze Lala della casa editrice Hakusensha. Dopo un periodo di inattività, dal 1998 inizia a pubblicare sulla rivista femminile Young You di Shūeisha. In seguito passa sulla rivista di manga Feel Young di Shōdensha, entrando così a far parte del gruppo d'autrici d'avanguardia che proprio su questa rivista trova la sua principale espansione.
Il manga LOVE MY LIFE, una storia d'amore tra due donne pubblicata in volume nel 2001, viene trasposto in un film live-action per il cinema nel 2006. Tra gli altri lavori rappresentativi si cita Yoru o koeru basato sul romanzo Kawaku natsu di Rieko Matsuura.
Nel 2023 vince il 27° premio culturale Osamu Tezuka per la migliore storia breve con Onna no ko ga iru basho wa.

## Stile e tematiche
Autrice manga di nuova generazione, Yamaji è popolare tanto in patria quanto all'estero per la sua scelta di pubblicare opere inusuali - nel genere, nei contenuti e nello stile comunicativo - e che difficilmente possono essere classificate in maniera univoca secondo gli standard comuni al mondo degli anime e dei manga.
Riguardo alle opere, va sottolineata la sua predilezione ad affrontare temi maturi, spesso strettamente legati alla complessità sessuale e sentimentale dei suoi personaggi. Non è quindi un caso che i suoi lavori rientrino spesso nel genere yuri, e che siano contraddistinti per la predilezione dell'introspezione emotiva e psicologica dei personaggi sulla trama, la cui importanza risulta invece sempre marginale. 
I suoi lavori, dunque, hanno assunto nel corso del tempo una valenza anche sociale, divenendo a tutti gli effetti "opere di denuncia". Attraverso i suoi personaggi, soprattutto attraverso il complicato e sofferto processo di auto-accettazione dell'omosessualità, l'autrice riesce a fornire uno spaccato reale e vivido di una società come quella tradizione giapponese, dove l'accettazione risulta ancora difficile, al punto da essere stata nominata ai premi del Festival di Angoulême 2005 e selezionata dalla francese Mang'Arte a sostegno della rivalutazione del patrimonio e della ricchezza del fumetto nipponico.

## Opere pubblicate in volume
- 1996-2002 Otenki to issho
- 1998 MAHOKO
- 2001 Love My Life
- 2002 Indigo Blue
- 2003 Yoru o koeru
- 2003 sweet lovin' baby
- 2004 Free Soul
- 2008 Ai no jikan
- 2010 Tori no yō ni toberu made
- 2015 a night worker
- 2015 I'm Not Here
- 2015-17 red thimble
- 2022 Kawaisōna Mina
- 2022 Onna no ko ga iru basho wa, pubblicato in Italia con il titolo Il posto delle bambine (Coconino, 2024)